# Nikołaj Kulczicki

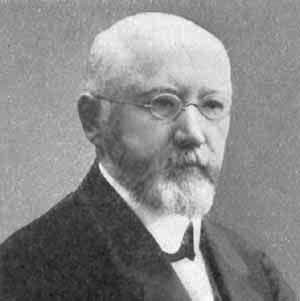
Nikołaj Kulczicki (1925)

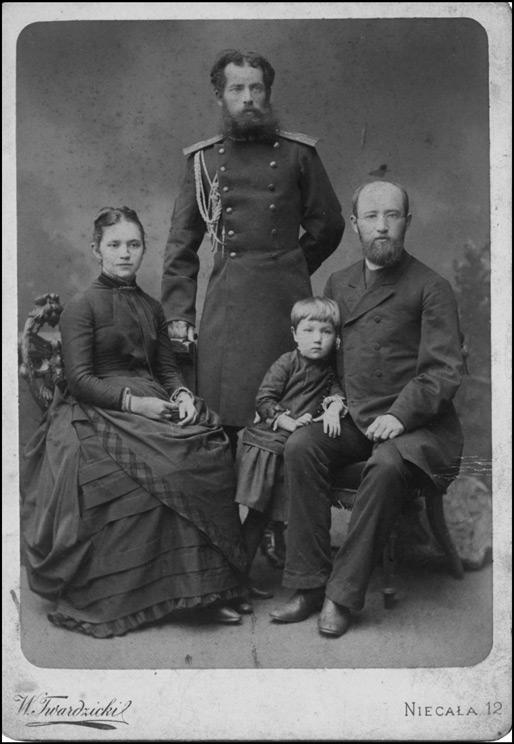
Nikołaj Kulczicki (pierwszy z prawej) z żoną Jewgienią, bratem Piotrem i córką Ksenią, około 1890 roku w Warszawie

Nikołaj Konstantinowicz Kulczicki (Nikolai Kulchitsky, ros. Николай Константинович Кульчицкий, ur. 29 stycznia 1856 w Kronsztadzie, zm. 30 stycznia 1925 w Oksfordzie) – rosyjski anatom i histolog.

## Życiorys
Uczęszczał do gimnazjum w Tambowie. Ukończył je z wyróżnieniem (srebrny medal) w 1874 roku. Następnie studiował medycynę na Charkowskim Uniwersytecie Imperatorskim. W 1880 roku przedstawił swoją dysertację, poświęconą zakończeniom nerwowo-mięśniowym. W 1882 roku otrzymał tytuł doktora medycyny. Jego dysertacja doktorska dotyczyła budowy ciałek Grandry’ego u ptaków. Przez następne 27 lat pracował na Uniwersytecie w Charkowie. W listopadzie 1883 roku został Privatdozentem, w czerwcu 1890 roku profesorem nadzwyczajnym. W sierpniu 1893 roku otrzymał katedrę histologii. W 1910 roku dobrowolnie zrzekł się katedry, by umożliwić karierę naukową młodszym od siebie. Przyjął wtedy ofertę rządu i został dyrektorem do spraw edukacji w Kazaniu. W 1914 roku zaoferowano mu analogiczne, bardziej prestiżowe stanowisko w St. Petersburgu. Od 1916 r. pełnił funkcję ministra oświaty.
Po wybuchu rewolucji w Rosji Kulczicki został na krótko aresztowany, ale po 9 dniach zwolniony. Rodzina Kulczickiego: żona Jewgienia Wasiljewna (1862–1932), córki Ksenia (1893–1946) i Marija (1896–1972) oraz synowie: Aleksander (1894–1970) i Dymitr (1898–1985) również nie zostali fizycznie poszkodowani przez władze. Kulczicki został zmuszony do nadzorowania produkcji mydła w Technicznym Instytucie w Charkowie. Latem 1918 roku Kulczicki z rodziną uciekli z miasta kierując się do Sewastopola, gdzie mieszkała najstarsza córka Ksenia z mężem Jewgienijem Pietrowiczem Gołoubinowem (1880–1937). Następnie w ucieczce przed zbliżającym się frontem uciekli na południe na Maltę. Kulczickim oferowano miejsce na statku HMS Marlborough. Jednak gdy w 1920 roku Piotr Wrangel zastąpił Denikina na czele floty rosyjskiej walczącej z bolszewikami, Kulczicki zdecydował się nie opuszczać kraju i zaoferował się pomóc w produkcji mydła, tym razem dla carskiej floty. Nadzieje na stabilizację okazały się jednak ulotne; w grudniu opuścili Maltę na pokładzie statku 33 dywizjonu rosyjskiej floty, razem z niedobitkami Białej Armii, cywilami, arystokratami, i innym akademikami. Po trzech miesiącach pobytu w tunezyjskim porcie Bizercie, w obliczu przejęcia władzy przez bolszewików, Kulczicki z rodziną wyruszyli do Anglii, W kwietniu 1921 roku był na miejscu, razem z 74 innymi naukowcami (w tym 31 profesorami).
W Londynie z myślą o nim otwarto Wydział Anatomii w Institute of Medical Sciences at
University College London (UCL). Inicjatywa dostała 370 000 GBP dotacji od Fundacji Rockefellera, dodatkowe 850 000 GBP dotacji przeznaczono na budowę University College Hospital (UCH) Medical School.
W czwartek rano, 29 stycznia 1925 roku, w dniu 69. urodzin Kulczickiego, pracownicy Waygood-Otis Lift Company przeprowadzali comiesięczną renowację windy w Wydziale Anatomii UCL. Z nieznanych powodów drzwi do szybu pozostały otwarte gdy podnośnik był na innym piętrze. Prof. Kulczicki chcąc skorzystać z windy wpadł do szybu i spadł z wysokości drugiego piętra. Zmarł następnego dnia o godzinie 12:20 w UCL Hospital.

## Wybrane prace
- О строении окончаний двигательного нерва в мышцах произвольного движения. Труды общества испытателей природы при Императорском Харьковском университете т. XV (1881)
- О происхождении окрашенного тельца крови млекопитающих. Труды общества испытателей природы при Императорском Харьковском университете т. XV (1881)
- К вопросу о строении слизистой оболочки тонких кишок и механике всасывания. Протоколы заседаний медицинской секции общества опытных наук при Харьковском университете (1882)
- О строении телец Granary. Труды Общества испытателей природы т. XVII (1881)
- Zur Lehre vom feineren Bau der Speicheldrüsen. Zeitschrift für wissenschaftliche Zoologie 41 (1884)
- Материалы для изучения кишечного канала рыб. Записки Новороссийского общества естествоиспытателей т. ХП
- Странствование лимфатических клеток… Труды медицинской секции общества оп. наук (1886)
- Выделение лейкоцитов в связи с деятельностью некоторых органов. Труды II-го Пироговского съезда врачей
- Karyokinesis in farblosen Blutkörperchen. Centralblatt für die medicinischen Wissenschaften (1887)
- Ueber die Art der Verbindung der glatten Muskelfasern mit einander. Biologisches Centralblatt 7 (18), s. 572–574 (1887)
- Carmintinction. Zeitschrift für wissenschaftliche Mikroskopie und mikroskopische Technik (1887)
- Celloidin-Paraffin-Einbettung. Zeitschrift für wissenschaftliche Mikroskopie und mikroskopische Technik 4, s. 46-48 (1887)
- Zur Kenntniss der modernen Fixirung- und Conservirungsmittel. Zeitschrift für wissenschaftliche Mikroskopie und mikroskopische Technik 4, s. 345-349 (1887)
- Ueber die Eireifung und die Befruchtungsvorgängo bei Ascaris marginata. Archiv für mikroskopische Anatomie 32, s. 671-682 (1888)
- Die Befruchtungsvorgänge bei Ascaris megalocephala. Archiv für mikroskopische Anatomie 31 (4), s. 567–593 (1888)
- Основы практической гистологии. Харьков, 1889
- Ueber eine neue Methode der Hämatoxylin-Färbung. Anatomischer Anzeiger 4 (7), s. 223-224 (1889)
- Ueber die Färbung der markhaltigen Nervenfasern in den Schnitten des Centralnervensystems mit Hämatoxylin und mit Karmin. Anatomischer Anzeiger (1890)
- Zur Frage über den Bau der Milz. Archiv für mikroskopische Anatomie 46, s. 673-695 (1895)
- Glandula lacrimalis præparotidea bei einigen Nagetieren. Archiv für mikroskopische Anatomie 78 (1911)
- Ueber das adenoide Organ in der Speiseröhre der Selachier. Archiv für mikroskopische Anatomie 78, s. 234-244 (1911)